# Liste der Kulturdenkmäler in Daubach (Hunsrück)
In der Liste der Kulturdenkmäler in Daubach sind alle Kulturdenkmäler der rheinland-pfälzischen Ortsgemeinde Daubach aufgeführt. Grundlage ist die Denkmalliste des Landes Rheinland-Pfalz (Stand: 2. August 2023).

## Einzeldenkmäler
| Bezeichnung                      | Lage                                            | Baujahr                            | Beschreibung | Bild                           |
| -------------------------------- | ----------------------------------------------- | ---------------------------------- | --- | ------------------------------ |
| Altar, Taufbecken und Grabsteine | Hauptstraße 43, in der Katholischen Kirche Lage | um 1750                            | Altaraufbau und Taufstein, beide um 1750, drei Grabsteine, Ende des 18. Jahrhunderts; aus der abgebrochenen Kirche von Rehbach | BW                             |
| Evangelische Kirche              | Hauptstraße 44 Lage                             | zweite Hälfte des 19. Jahrhunderts | spätklassizistischer Sandsteinquaderbau, zweite Hälfte des 19. Jahrhunderts                                                    | weitere Bilder Fotos hochladen |